# The New Adventures of Flash Gordon
Flash Gordon è una serie televisiva a cartoni animati prodotta nel 1979 dalla Filmation composta da 32 episodi. È una serie avventurosa fantascientifica ispirata al personaggio di Flash Gordon, ideato nel 1934 da Alex Raymond come striscia a fumetti.

## Trama
Precipitato sul pianeta Mongo in compagnia della bella Dale Arden e del Dottor Zarkov, Flash Gordon comincia il suo viaggio per terre aliene e fantastiche, attraversando le foreste del regno di Arboria, i ghiacci del regno di Frigia, la città sospesa degli Uomini-Falco, e altri magici e bizzarri reami. Al suo fianco si uniranno presto amici o alleati, come Thun, l'Uomo-Leone, e Barin, principe di Arboria, tutti uniti da un obiettivo comune: sconfiggere Ming il Crudele, lo spietato tiranno del pianeta Mongo.

## Episodi

### Stagione 1
1. Un pianeta in pericolo (A Planet in Peril)
2. I mostri di Mongo (The Monsters of Mongo)
3. Vultan, il re degli uomini-falco (Vultan - King of the Hawkmen)
4. Salvare la Terra (To Save Earth)
5. Preda degli uomini belva (The Beast Men's Prey)
6. La guerra sottomarina (Into the Water World)
7. Avventura in Arboria (Adventure in Arboria)
8. La regina delle nevi (The Frozen World)
9. I mostri dei ghiacciai (Monster of the Glacier)
10. Blu Malia (Blue Magic)
11. Re Gordon (King Flash)
12. Il torneo della morte (Tournament of Death)
13. Atterraggio forzato a Tropica (Castaways in Tropica)
14. Il falco del deserto (The Desert Hawk)
15. Il complotto (Revolt of the Power Men)
16. L'ultima battaglia di Ming (Ming's Last Battle)

### Stagione 2
1. Un draghetto da adottare (Gremlin the Dragon)
2. Le nozze reali (Royal Wedding)
3. Sir Draghetto (Sir Gremlin)
4. Guaio mortale (Deadly Double)
5. Il gioco (The Game)
6. Il seme (The Seed)
7. Donna strega (Witch Woman)
8. Micro minaccia (Micro Menace)
9. Gordon ritorna (Flash Back)
10. Il guerriero (The Warrior)
11. Il palloncino libero (The Freedom Balloon)
12. Il sacrificio degli uomini-vulcano (Sacrifice of the Volcano Men)
13. Attenti ai regali (Beware of Gifts)
14. La banca della memoria di Ming (The Memory Bank of Ming)
15. Gioco di sopravvivenza (Survival Game)
16. L'ora migliore del draghetto (Gremlin's Finest Hour)

## Sigle italiane
La sigla italiana Flash... Gordon... Flash è stata incisa nel 1981 da Corrado Castellari, suonata dalla Premiata Forneria Marconi e cantata da Donno (e dallo stesso Castellari nel ritornello).
Dal 1986, quando la serie fu trasmessa da Rete 4, venne utilizzata una nuova sigla dal titolo Flash Flash Gordon, mai pubblicata su supporto discografico. Venne utilizzata la base musicale del brano in inglese "Don't run away" pubblicata (in versione estesa) nel 1985, scritta da Alessandra Valeri Manera e Augusto Martelli; interpretata da Tiziana Più.
Nel 1988, utilizzando la stessa base musicale, venne pubblicata un'altra canzone con il titolo Tu con noi come lato b del 45 giri di Manuel De Peppe Tutti in campo con Lotti, con un testo diverso rispetto alla versione tv, senza espliciti riferimenti alla serie ma con alcuni passaggi nel testo che fanno riferimento ai personaggi di Flash Gordon.
Nel 1989, la versione del 1986 fu utilizzata per la messa in onda del cartone animato sui circuiti regionali di Italia 7.

## Curiosità
Le avventure di Flash Gordon, sono apparse sul "Corriere dei Piccoli", del 1981, in concomitanza della messa in onda in Italia, con dei fotogrammi presi dal cartone.